# Думітріца
Думітріца (рум. Dumitrița) — село у повіті Бистриця-Несеуд в Румунії. Адміністративний центр комуни Думітріца.
Село розташоване на відстані 314 км на північ від Бухареста, 11 км на південний схід від Бистриці, 84 км на північний схід від Клуж-Напоки.

## Населення
За даними перепису населення 2002 року у селі проживала 781 особа.
Національний склад населення села:
| Національність | Кількість осіб | Відсоток |
| -------------- | -------------- | -------- |
| румуни         | 601            | 77,0%    |
| цигани         | 179            | 22,9%    |

Рідною мовою назвали:
| Мова      | Кількість осіб | Відсоток |
| --------- | -------------- | -------- |
| румунська | 734            | 94,0%    |
| циганська | 47             | 6,0%     |